# Bulwka

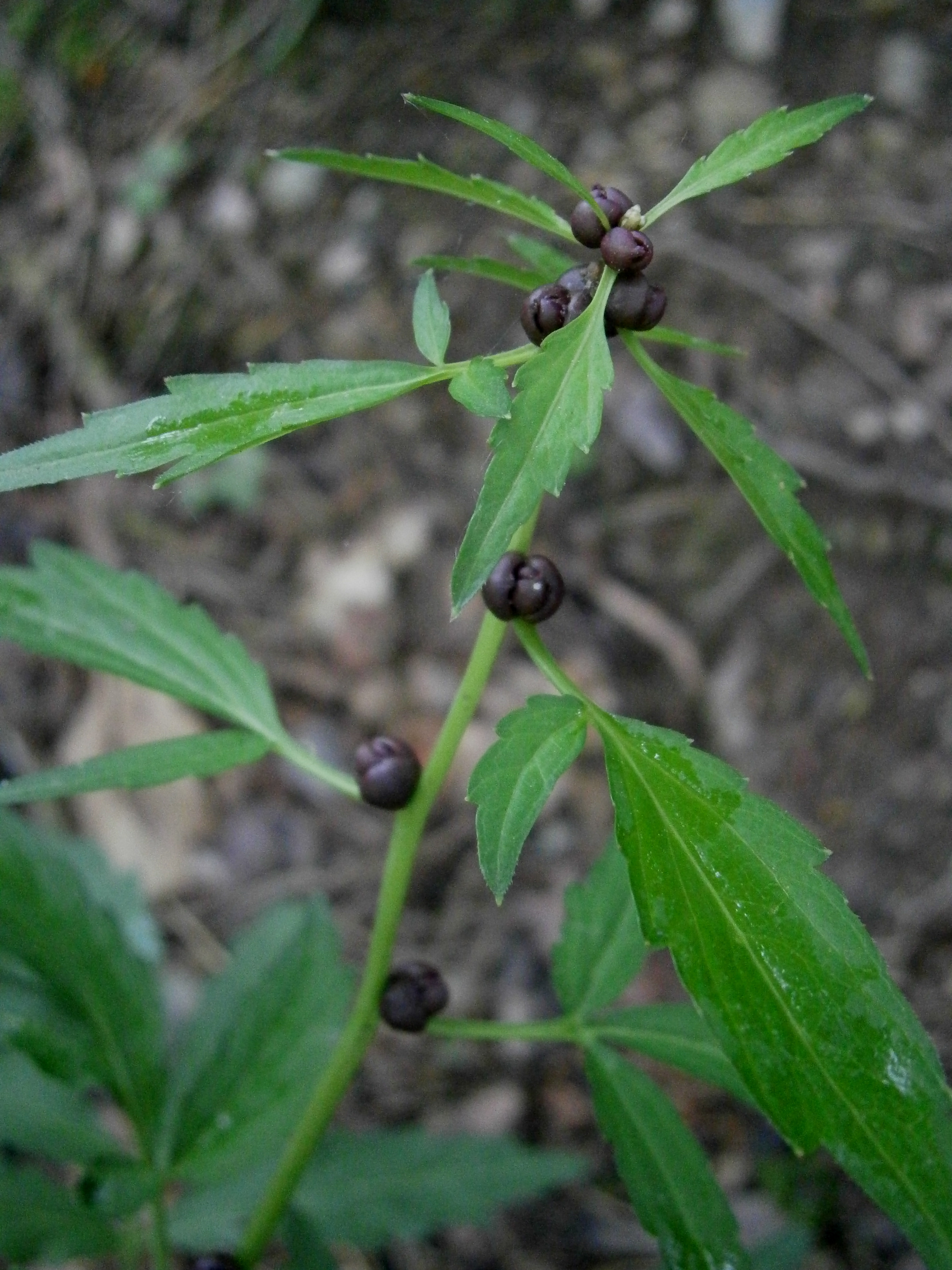
Bulwki w kątach liści u żywca cebulkowego

Bulwka (łac. bulbillus, ang. bulbil) – u roślin cebulkowate rozmnóżki służące do  rozmnażania wegetatywnego. Powstają z pąków. Zwykle mają postać niewielkich zgrubień na łodydze, zazwyczaj w kącie liści lub w obrębie rozgałęzień kwiatostanu. Po dojrzeniu bulwki odpadają od rośliny macierzystej i mogą się w sprzyjających warunkach ukorzenić.
Bulwki są stosunkowo częste u roślin wysokogórskich i arktycznych, żyjących w miejscach o krótkim okresie wegetacyjnym, gdzie nie zawsze roślina zdąży wytworzyć nasiona oraz u roślin rosnących w bardzo dużym zacienieniu. Bulwki wytwarzają np.: lilia bulwkowata, żywiec cebulkowy, ziarnopłon wiosenny.